# Chromis cinerascens
Chromis cinerascens är en fiskart som först beskrevs 1830 av Georges Cuvier. Arten ingår i släktet Chromis och familjen Pomacentridae. Inga underarter finns listade i Catalogue of Life.